# Guillaume Douceret
Guillaume Douceret (né le 7 février 1975 à Villeneuve-la-Garenne) est un athlète français, spécialiste des courses de demi-fond.

## Biographie
Il devient champion de France Espoir sur 1500m en 1998 à Marseille (3'40"53).
Il est sacré champion de France du 800 mètres en 1999 à Niort.
Il possède un record sur 800m de 1'45"76 réalisé à Montauban (82) en 1999.
Il participe aux championnats du monde d'athlétisme 1999, à Séville, où il s'incline dès les séries.